# Richard Joseph Gagnon
Richard Joseph Gagnon (Lethbridge, 17 giugno 1948) è un arcivescovo cattolico canadese, dal 30 dicembre 2024 arcivescovo emerito di Winnipeg.

## Biografia
Richard Joseph Gagnon è nato a Lethbridge il 17 giugno 1948 da George Gagnon e Therese Demers. In seguito la sua famiglia si è trasferita a Vancouver.

### Formazione e ministero sacerdotale
Ha frequentato la Thomas Aquinas Regional Secondary School, a Vancouver nord, e poi ha compiuto gli studi universitari di filosofia, storia e lingua inglese presso la Simon Fraser University, l'Università della Columbia Britannica e il Douglas College concludendoli nel 1976 con un attestato di scuola magistrale. Ha compiuto gli studi per il sacerdozio nel Pontificio collegio Beda a Roma dal 1978 al 1983.
Il 24 giugno 1983 è stato ordinato presbitero per l'arcidiocesi di Vancouver nella cattedrale arcidiocesana dall'arcivescovo James Francis Carney. In seguito è stato vicario parrocchiale della parrocchia di Santa Maria a Vancouver e cappellano del programma "VanSpec", un programma di educazione religiosa per bambini disabili, dal 1984 al 1986 e parroco della parrocchia di San Giuda dal 1986 al 1993. Nel 1989 è stato nominato anche direttore spirituale della Catholic Women's League e nel 1992 direttore dell'ufficio per l'educazione religiosa. Nel 1993 è diventato parroco della nuova parrocchia di San Giacomo ad Abbotsford e decano della Fraser Valley Est. Nel 1995 l'arcivescovo lo ha nominato suo rappresentante nella St. John Brebeuf Regional Secondary School di Abbotsford. Nel 1999 è stato nominato amministratore parrocchiale della nuova parrocchia di San Nicola a Langley. Nel 2002 l'arcivescovo lo ha nominato vicario generale, membro del collegio dei consultori, parroco della parrocchia di San Giovanni Apostolo e vicepresidente del sinodo arcidiocesano. È stato anche rappresentante dell'arcivescovo presso il St Mark's College e la St. Joseph's Society e presidente della commissione arcidiocesana per l'edilizia e della commissione arcidiocesana per la liturgia.
Nel febbraio del 2003 è stato nominato prelato d'onore di Sua Santità.

### Ministero episcopale
Il 14 maggio 2004 papa Giovanni Paolo II lo ha nominato vescovo di Victoria. Ha ricevuto l'ordinazione episcopale il 20 luglio successivo dall'arcivescovo metropolita di Vancouver Raymond Olir Roussin, co-consacranti il vescovo di Kamloops David John James Monroe e quello di Nelson Eugene Jerome Cooney.
Nell'ottobre del 2006 ha compiuto la visita ad limina.
Il 28 ottobre 2013 papa Francesco lo ha nominato arcivescovo di Winnipeg. Ha preso possesso dell'arcidiocesi il 3 gennaio successivo con una cerimonia nella cattedrale di Santa Maria.
Nel marzo del 2017 ha compiuto una seconda visita ad limina.
È stato anche vicepresidente della Conferenza dei vescovi cattolici del Canada dal 27 settembre 2017 al 28 settembre 2019 e presidente della stessa dal 28 settembre 2019 al 27 settembre 2021.
Il 30 dicembre 2024 papa Francesco ha accolto la sua rinuncia, presentata per raggiunti limiti d'età, al governo pastorale dell'arcidiocesi di Winnipeg; gli è succeduto Murray Chatlain, fino ad allora arcivescovo metropolita di Keewatin-Le Pas.

## Genealogia episcopale
La genealogia episcopale è:
- Cardinale Scipione Rebiba
- Cardinale Giulio Antonio Santori
- Cardinale Girolamo Bernerio, O.P.
- Arcivescovo Galeazzo Sanvitale
- Cardinale Ludovico Ludovisi
- Cardinale Luigi Caetani
- Cardinale Ulderico Carpegna
- Cardinale Paluzzo Paluzzi Altieri degli Albertoni
- Papa Benedetto XIII
- Papa Benedetto XIV
- Papa Clemente XIII
- Cardinale Marcantonio Colonna
- Cardinale Giacinto Sigismondo Gerdil, B.
- Cardinale Giulio Maria della Somaglia
- Cardinale Carlo Odescalchi, S.I.
- Cardinale Costantino Patrizi Naro
- Cardinale Serafino Vannutelli
- Cardinale Domenico Serafini, Cong. Subl. O.S.B.
- Cardinale Pietro Fumasoni Biondi
- Arcivescovo Ildebrando Antoniutti
- Arcivescovo Maurice Baudoux
- Vescovo Noël Delaquis, O.S.C.O.
- Arcivescovo Raymond Olir Roussin, S.M.
- Arcivescovo Richard Joseph Gagnon